# Municipio de Box
El municipio de Box (en inglés: Box Township) es un municipio ubicado en el condado de Cedar en el estado estadounidense de Misuri. En el año 2010 tenía una población de 5814 habitantes y una densidad poblacional de 27,2 personas por km².

## Geografía
El municipio de Box se encuentra ubicado en las coordenadas 37°49′50″N 94°0′6″O / 37.83056, -94.00167. Según la Oficina del Censo de los Estados Unidos, el municipio tiene una superficie total de 213.78 km², de la cual 212,41 km² corresponden a tierra firme y (0,64 %) 1,37 km² es agua.

## Demografía
Según el censo de 2010, había 5814 personas residiendo en el municipio de Box. La densidad de población era de 27,2 hab./km². De los 5814 habitantes, el municipio de Box estaba compuesto por el 96,89 % blancos, el 0,07 % eran afroamericanos, el 0,67 % eran amerindios, el 0,38 % eran asiáticos, el 0,58 % eran de otras razas y el 1,41 % eran de una mezcla de razas. Del total de la población el 1,69 % eran hispanos o latinos de cualquier raza.